# Субмикенская керамика
Субмикенская керамика — стиль, характерный для древнегреческой керамики сразу же после вторжения дорийцев и вплоть до возникновения протогеометрического стиля, то есть для XII в. до н. э.
Для субмикенской керамики характерна утрата практически всех достижений вазописи предшествующей микенской керамики. Керамика становится примитивной — либо вовсе неокрашенная, либо выкрашенная в один сплошной цвет (обычно чёрный), либо украшенная несколькими незамысловатыми линиями.
Характерные мотивы субмикенской вазописи[какие?], которая в самой Греции существовала недолго, были заимствованы иберами и использовались в местной керамике на протяжении нескольких последующих веков.